# 송유진 (컬링 선수)
송유진(1999년 6월 28일 ~ )은 대한민국의 컬링 선수이다. 현재 전북도청 여자 4인조 컬링팀에 소속되어 있다.

## 선수 경력
충청북도 청주시에서 태어나 봉명고등학교 컬링팀, 경상북도체육회 컬링 믹스더블 팀을 거쳤다. 특히 경상북도체육회 시절 믹스더블 팀에서의 모습으로 대중의 큰 인기를 끌기도 했다.